# NGC 7103
NGC 7103 је елиптична галаксија у сазвежђу Јарац која се налази на NGC листи објеката дубоког неба.
Деклинација објекта је - 22° 28' 24" а ректасцензија 21h 39m 51,3s. Привидна величина (магнитуда) објекта NGC 7103 износи 14,3 а фотографска магнитуда 15,3. NGC 7103 је још познат и под ознакама ESO 531-15, NPM1G -22.0349, AM 2137-225, PGC 67124.